# 月齢
月齢（げつれい）には、次のような意味がある。
- 暦法における月齢。本項で解説。
- 年齢を月単位で表したもの。主に1歳未満の赤ちゃんや家畜に対して使用される。

暦法における月齢（げつれい）とは、直前の朔の瞬間からの経過時間を日を単位として表したものである。通常「ある日の月齢」といえばその地域の標準時正午の月齢である。
したがって、朔の瞬間の時刻によって月齢には後述するように小数で表される。

## 月齢と月相
月齢はおおむね月の満ち欠け（月相）と連動するため、月相の目安として用いることができる。
ちなみに通常、月相は太陽と月の黄経差を28分割した整数で表すのに対し、月齢は小数点以下第1位まで求める。
- 朔（新月）、月齢 0
- 三日月、月齢3[1]
- 上弦、月齢6.6から8.2[3]
- 望（満月）、月齢13.9から15.6[3]
- 下弦、月齢21.4から22.8[3]

ただし、月齢と月相の対応は一定ではなく、例えば、望の瞬間の月齢は13.9から15.6の間で変動する。すなわち、月齢14の日が満月とは限らない。これは月の軌道が楕円であるため、満ち欠けの速度が一定にはならないこと、さらに月の近地点が太陽の摂動により移動していることによる。

## 旧暦との関係
旧暦では朔日（天保暦では朔の瞬間を含む日）が第1日目である。したがって、月齢の端数を四捨五入して1を足せば旧暦の日付とおおよそ一致する。ただし、朔の瞬間が午後の場合は、月齢を負にはせず、その旧暦月1日の正午月齢は前月の最終日の翌日の数値（正の値）とする。
具体的な月齢の計算結果は以下のようになる。
| 朔の瞬間の時刻ｔ （旧暦1日） | 朔の瞬間の時刻ｔ （旧暦1日） | 朔の瞬間の時刻ｔ （旧暦1日） | 朔の瞬間の時刻ｔ （旧暦1日） | 旧暦の日付ごとの月齢  | 旧暦の日付ごとの月齢 | 旧暦の日付ごとの月齢 | 旧暦の日付ごとの月齢 | 旧暦の日付ごとの月齢 | 旧暦の日付ごとの月齢 | 旧暦の日付ごとの月齢 | 旧暦の日付ごとの月齢 | 旧暦の日付ごとの月齢 | 旧暦の日付ごとの月齢 | 旧暦の日付ごとの月齢 |
| 朔の瞬間の時刻ｔ （旧暦1日） | 朔の瞬間の時刻ｔ （旧暦1日） | 朔の瞬間の時刻ｔ （旧暦1日） | 朔の瞬間の時刻ｔ （旧暦1日） | 1日                   | 2日                  | 3日                  | 4日                  | 5日                  | 6日                  | 7日                  | 8日                  | 9日                  | 10日                 | ｎ日                 |
| ---------------------------- | ---------------------------- | ---------------------------- | ---------------------------- | --------------------- | -------------------- | -------------------- | -------------------- | -------------------- | -------------------- | -------------------- | -------------------- | -------------------- | -------------------- | -------------------- |
| 午 前                        | 0:00                         | ≦ t ≦                        | 1:12                         | 0.5                   | 1.5                  | 2.5                  | 3.5                  | 4.5                  | 5.5                  | 6.5                  | 7.5                  | 8.5                  | 9.5                  | 0.5＋ｎ－1＝ｎ－0.5  |
| 午 前                        | 1:12                         | < t ≦                        | 3:36                         | 0.4                   | 1.4                  | 2.4                  | 3.4                  | 4.4                  | 5.4                  | 6.4                  | 7.4                  | 8.4                  | 9.4                  | 0.4＋ｎ－1＝ｎ－0.6  |
| 午 前                        | 3:36                         | < t ≦                        | 6:00                         | 0.3                   | 1.3                  | 2.3                  | 3.3                  | 4.3                  | 5.3                  | 6.3                  | 7.3                  | 8.3                  | 9.3                  | 0.3＋ｎ－1＝ｎ－0.7  |
| 午 前                        | 6:00                         | < t ≦                        | 8:24                         | 0.2                   | 1.2                  | 2.2                  | 3.2                  | 4.2                  | 5.2                  | 6.2                  | 7.2                  | 8.2                  | 9.2                  | 0.2＋ｎ－1＝ｎ－0.8  |
| 午 前                        | 8:24                         | < t ≦                        | 10:48                        | 0.1                   | 1.1                  | 2.1                  | 3.1                  | 4.1                  | 5.1                  | 6.1                  | 7.1                  | 8.1                  | 9.1                  | 0.1＋ｎ－1＝ｎ－0.9  |
| 午 前                        | 10:48                        | < t ≦                        | 12:00                        | 0.0                   | 1.0                  | 2.0                  | 3.0                  | 4.0                  | 5.0                  | 6.0                  | 7.0                  | 8.0                  | 9.0                  | 0.0＋ｎ－1＝ｎ－1.0  |
| 午 後                        | 12:00                        | < t ≦                        | 13:12                        | 前月 末日 の 月齢 ＋1 | 1.0                  | 2.0                  | 3.0                  | 4.0                  | 5.0                  | 6.0                  | 7.0                  | 8.0                  | 9.0                  | 1.0＋ｎ－2＝ｎ－1.0  |
| 午 後                        | 13:12                        | < t ≦                        | 15:36                        | 前月 末日 の 月齢 ＋1 | 0.9                  | 1.9                  | 2.9                  | 3.9                  | 4.9                  | 5.9                  | 6.9                  | 7.9                  | 8.9                  | 0.9＋ｎ－2＝ｎ－1.1  |
| 午 後                        | 15:36                        | < t ≦                        | 18:00                        | 前月 末日 の 月齢 ＋1 | 0.8                  | 1.8                  | 2.8                  | 3.8                  | 4.8                  | 5.8                  | 6.8                  | 7.8                  | 8.8                  | 0.8＋ｎ－2＝ｎ－1.2  |
| 午 後                        | 18:00                        | < t ≦                        | 20:24                        | 前月 末日 の 月齢 ＋1 | 0.7                  | 1.7                  | 2.7                  | 3.7                  | 4.7                  | 5.7                  | 6.7                  | 7.7                  | 8.7                  | 0.7＋ｎ－2＝ｎ－1.3  |
| 午 後                        | 20:24                        | < t ≦                        | 22:48                        | 前月 末日 の 月齢 ＋1 | 0.6                  | 1.6                  | 2.6                  | 3.6                  | 4.6                  | 5.6                  | 6.6                  | 7.6                  | 8.6                  | 0.6＋ｎ－2＝ｎ－1.4  |
| 午 後                        | 22:48                        | < t <                        | 24:00                        | 前月 末日 の 月齢 ＋1 | 0.5                  | 1.5                  | 2.5                  | 3.5                  | 4.5                  | 5.5                  | 6.5                  | 7.5                  | 8.5                  | 0.5＋ｎ－2＝ｎ－1.5  |

## グレゴリオ暦からの月齢計算
グレゴリオ暦の日付 y 年 m 月 d 日から月齢 age 日を求める略算法として、堀源一郎が1968年に『天文月報』で発表した簡易月齢計算法がよく知られている。
- 西暦年数 y から 11 を引き、その値を 19 で割った余りを求め、11 を掛ける。この値を a とする。
- 月数 m から、下表によって b を求める。

| 月 (m) | 1 | 2 | 3 | 4 | 5 | 6 | 7 | 8 | 9 | 10 | 11 | 12 |
| ------ | - | - | - | - | - | - | - | - | - | -- | -- | -- |
| b      | 0 | 2 | 0 | 2 | 2 | 4 | 5 | 6 | 7 | 8  | 9  | 10 |
- b は、6月までは「おにおににし (020224)」と語呂合わせで覚え、7月以降は m−2 として求める。a+b に日 d を加える。求めた値を 30 で割った余りが、その日のおおよその月齢である。ただし、最大 2 程度の誤差がある。

上の内容を数式にしたのが、次式である。y 年 m 月 d 日の月齢 age 日を求める。ここで、% は剰余演算子とし、b(m) は上表による値とする。例： 62%30 = 2、b(5) = 2。
age = (((y−11)%19)×11+b(m)+d)%30
また，次の「満月方程式」によって、m 月の満月の日 D を求めることができる。これは非常に簡単だが、やはり数日の誤差がある。
D = (p−m)%30
ここで、p は、2020年は 12、2021年は 1、2022年は 20、…… と、年ごとに 11 ずつ引いていく。引けなくなったら 30 を足してから 11 を引く。